# Lanchâtra
Lanchâtra (anciennement L'Enchâtra ou Lenchâtra) est un hameau de la commune de Saint-Christophe-en-Oisans. Il se situe à 1 436 m d'altitude, en haut d'un gradin de confluence à l'entrée d'un vallon qui donne sur la vallée du Vénéon. Ce vallon est encadré par la Roche de la Muzelle et la Tête de Lauranoure. Inaccessible par la route, on s'y rend à pied depuis le plan du Lac. D'après un panneau mis en place au plan du lac, le nom Lanchâtra serait à comprendre comme une déformation de « l'encastré », qui illustre sa situation dans un vallon glaciaire étroit entre deux sommets : la Coche d'une part et l'aiguille de Lanchâtra de l'autre.
Le hameau existe avant 1676. On trouve dans les registres paroissiaux de Saint-Christophe-en-Oisans : « Ce 18 août, l'an mil six cent septante six j'ai enterré Dimanche [Dominique] Rodier femme à Christophe Pasquet de Lanchâtra laquelle par accident est tombée  dans  un précipice. Dieu lui fasse miséricorde. Perrillat, curé ». Il est mentionné en 1775 par le marquis de Pezay dans sa description de la vallée du Vénéon : « À la rive droite de la Veneon, se trouve le ruisseau descendant de l'ouest de la montagne de Dourrounoure [ Lauranoure ]. Il suit le vallon de l'Enchatra près du hameau de même nom, à une demi-lieue au-dessous de Saint-Christophe, & tombe dans la Veneon. »
Le village possédait 69 habitants en 1881, principalement des bergers et des artisans ; 43 en 1893 ; 18 en 1931 et 7 en 1951 (tous ayant pour nom de famille Paquet), dont seulement quatre à l'année. Une ardoisière de bonne qualité y était exploitée en commun par les habitants, et fournissait sur commande pour les toits des habitations de la vallée du Vénéon.
En 1900, un arrêté préfectoral de protection de biotope a été pris sur 6,5 ha du site Lanchâtra-Les Soreillers pour la protection de la dracocéphale d'Autriche. Le vallon de Lanchâtra fait partie de ceux du massif des Écrins qui ont été préservés de l'installation de tout refuge, à l'initiative de Lucien Devies, président du Club alpin français, et de la Fédération française de la montagne dans les années 1950 à 1970.

« On raconte beaucoup d'histoires et de dictons, sur l'ancien temps, sur les autres villages, particulièrement sur Lanchâtra, hameau écarté, qui n'a pas de route, et qu'on considère comme « peu civilisé », bien qu'il y ait des jolies filles et des chardons bleus. »